# Silvia Martínez (futbolista)
Silvia Martínez Ruiz (22 de octubre de 1985, Santander, Cantabria, España) es una futbolista española que juega como mediocampista en el Real Avilés Femenino (filial femenino del Real Avilés) de la Primera Nacional Femenina de España.

## Biografía
Martínez debutó a la edad de 22 años, en 2008, jugando para el Reocín Racing, para el que jugó hasta el 2011, cuando empezó a jugar para el club del fútbol sala CDE Mar Rock, donde jugó solamente un año, pues en 2012 regresó al Reocín Racing. En 2015, el Reocín Racing descendió y Martínez fichó por el Ave Fénix Racing, el cual fue absorbido por el CDE Racing Féminas en 2017, por lo que Martínez comenzó a jugar para dicho club. En julio de 2022 fue anunciada como nuevo fichaje del Real Avilés Femenino.

## Clubes
| Club                 | País   | Año           |
| -------------------- | ------ | ------------- |
| Reocín Racing        | España | 2008-2011     |
| CDE Mar Rock         | España | 2011-2012     |
| Reocín Racing        | España | 2012-2015     |
| Ave Fénix Racing     | España | 2015-2017     |
| CDE Racing Féminas   | España | 2017-2022     |
| Real Avilés Femenino | España | 2022-Presente |

## Palmarés
| Año  | País   | Campeonato                          | Equipo        | Resultado                                          |
| ---- | ------ | ----------------------------------- | ------------- | -------------------------------------------------- |
| 2010 | España | Primera Nacional Femenina de España | Reocín Racing | 1° (Ascenso a Segunda División Femenina de España) |

### Distinciones individuales
- Logró el gol más rápido en la historia del fútbol español. El 10 de diciembre de 2017, durante un encuentro entre el CDE Racing Féminas y el UD Llanera, anotando a los 5 segundos del pitazo inicial.[6]